# Anadroom
Een anadrome vis is een vis die vanuit zee de rivieren optrekt om te paaien. De paaigebieden kunnen in de benedenloop of de bovenloop van de rivier zijn.

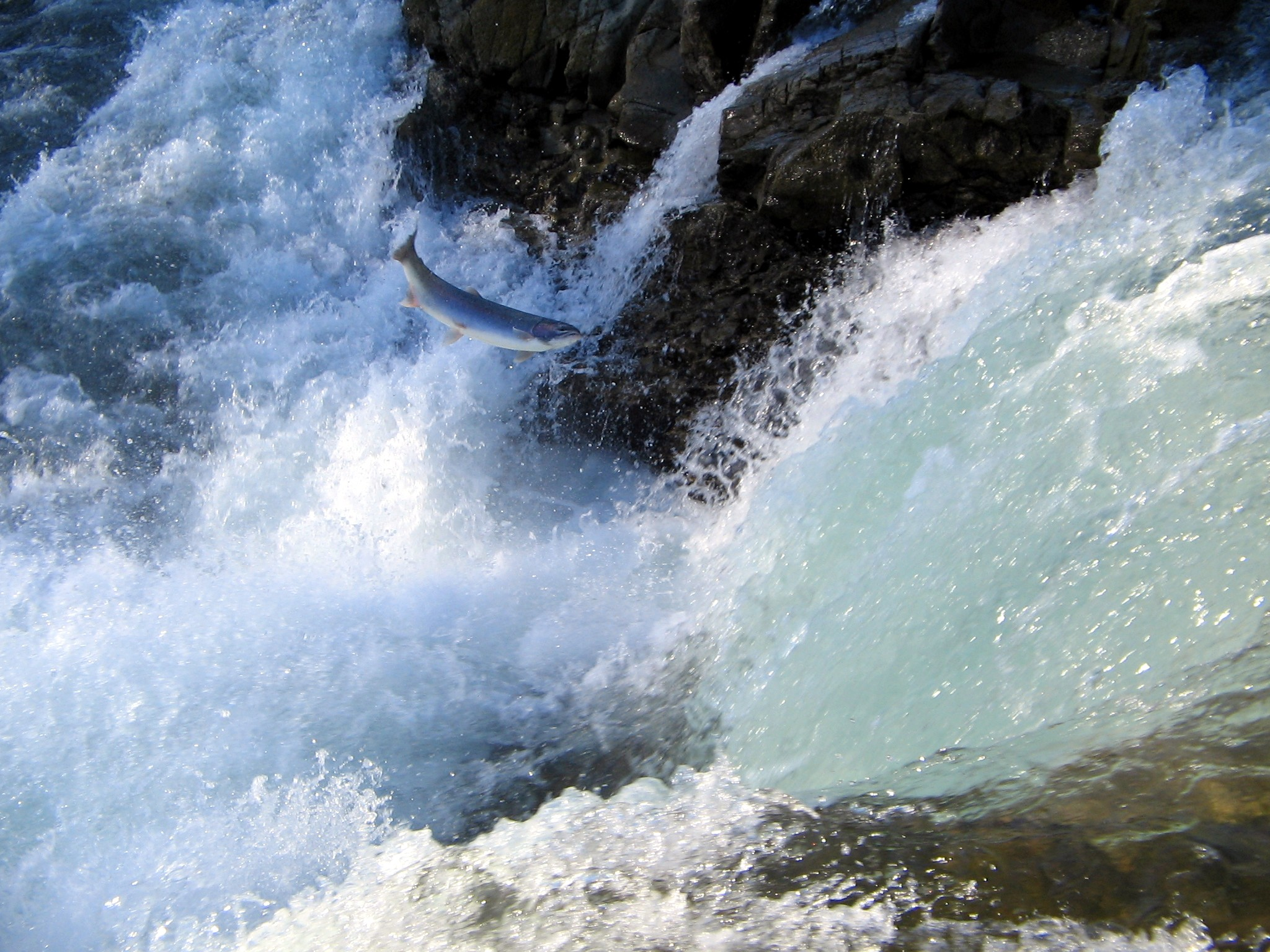
Een "steelhead" regenboogforel springt over stroomversnellingen in de Moricetown Canyon in Brits-Columbia, Canada

## Bedreigingen voor anadrome vissen
Een anadrome vis moet vanuit zee zonder barrières landinwaarts kunnen zwemmen. De geschikte paaiplaatsen liggen immers stroomopwaarts in de rivieren, soms pas in beken hoog in het bergland. Vervolgens moeten de jonge vissen de zee weer kunnen bereiken. Dammen, stuwen en sluizen in de riviermonding (de overgang tussen zoet en zout water) en stuwmeren in de rivier zelf vormen voor veel vissen onoverkomelijke obstakels.
Waterkrachtcentrales kunnen de rivier onoptrekbaar maken. Vissen kunnen worden verwond of gedood tijdens de optrek en ook jonge vis wordt op de tocht terug naar zee vaak beschadigd door de turbines.
In het verleden werden paaiplaatsen van anadrome vis onbereikbaar of ongeschikt gemaakt. De Atlantische steur verdween in Nederland met name door het verdwijnen van diepe getijdengeulen in de Biesbosch en de IJssel rond Kampen na de afsluiting van het Haringvliet en de Zuiderzee. De fint verdween door het storten van zand en slib in buitenbochten van rivieren.
Anadrome vissen zijn kwetsbaar voor de visserij, doordat de vissen geconcentreerd worden op de trekroutes en op bekende tijden de rivier optrekken. De overbevissing heeft dan ook een belangrijke rol gespeeld bij het verlies van de Atlantische zalm in de Rijn. In 1885 werd de rivier afgesloten met drie enorme zegens en werden 104.000 zalmen aangeland. In de daaropvolgende jaren stortten de vangsten in tot enkele tienduizenden per jaar. Pas na vernietiging van de paaigebieden is de Atlantische zalm echter vele tientallen jaren later uitgestorven in de Rijn.

## Beheersmaatregelen
Nu worden er beheersmaatregelen genomen zoals:
- Een gewijzigd spuibeleid in het Haringvliet en IJsselmeer om wat meer getijdenbeweging te krijgen en de sluizen makkelijker passeerbaar te maken.
- Het plaatsen van vistrappen en visgeleidingssystemen bij stuwen en waterkrachtcentrales.
- Een natuurlijker rivieroever zoals in de Gelderse Poort en de Grensmaas.
- De herintroductie van vis in water dat weer geschikt is voor het paaien.
- Aanleg van hevelsystemen en plaatsen van visvriendelijke vijzels in gemalen.

## Reïntroductie
Er zijn ook reïntroductieprogramma's gaande, met name in Duitsland. Daar worden honderdduizenden houtingen, elften en zalmen uitgezet. Voor steur zijn er reïntegratieprogramma's in Duitsland en Frankrijk.
Met de houting is een opmerkelijk succes bereikt. Men gaat ervan uit dat er nu een levensvatbare populatie is, omdat natuurlijke voortplanting kon worden aangetoond bij teruggevangen vissen.
Het succes van de andere introducties is nog twijfelachtig en het kan bij soorten als de steur ook zeer lang duren voordat uitgezette dieren weer terugkeren (geslachtsrijp na 14 jaar). De terugkeer van zalm laat ook nog steeds op zich wachten, ondanks het langdurige uitzetprogramma.

## Anadrome vis
- driedoornige stekelbaars
- elft
- Europese zalm
- fint
- noordzeehouting
- rivierprik
- spiering
- steur
- zeeforel
- zeeprik